# Облаково
Облаково (на македонска литературна норма: Облаково) е село в община Битоля на Северна Македония.

## География
Селото се намира на 1010 m надморска височина в планината Бел камен, на 20 km северно от Битоля.

## История
В XIX век Облаково е малко изцяло българско село в Битолска кааза, Битолска нахия на Османската империя. Църквата „Свети Теодор Тирон“ е от 1860 година, обновена в 60-те години на XX век. Според статистиката на Васил Кънчов („Македония. Етнография и статистика“) от 1900 година Облаково е има 350 жители, всички българи християни.
На Етнографската карта на Битолския вилает на Картографския институт в София от 1901 година Облаково е чисто българско село в Битолската каза на Битолския санджак с 40 къщи.
Цялото население на селото е под върховенството на Българската екзархия. По данни на секретаря на екзархията Димитър Мишев („La Macédoine et sa Population Chrétienne“) в 1905 година в Облаково има 376 българи екзархисти и функционира българско училище.
При избухването на Балканската война 9 души от Облаково са доброволци в Македоно-одринското опълчение.
В 1953 година селото има 381 жители, а в 1961 година – 293. Населението намалява вследствие на емиграция към Битоля, Скопие, Австралия, Америка и Канада.
Според преброяването от 2002 година селото има 1 жител северномакедонец.
| Националност     | Всичко |
| северномакедонци | 1      |
| албанци          | 0      |
| турци            | 0      |
| роми             | 0      |
| власи            | 0      |
| сърби            | 0      |
| бошняци          | 0      |
| други            | 0      |

В 2008 година селото продължава да има само един жител – дедо Ставре, който 30 години живее сам.

## Личности
Родени в Облаково
- Апостол Христов Грозданов Секуловски (1876 – 1936), сляп гуслар[7]
- Вельо Узунов, български революционер от ВМОРО
- Костадин Стойчов Георгиев (1871 – след 1943, български революционер от ВМОРО
- Петър Павлов – Облаковчето, български революционер
- Трайко Георгиев Христов, български революционер от ВМОРО, участник в Илинденско-Преображенското въстание в четата на Иван Лисолаеца. По-късно се мести в Плевенско със семейството си[8]